# Markdorf (Baden) (stacja kolejowa)
Markdorf (Baden) – stacja kolejowa w Markdorf, w kraju związkowym Badenia-Wirtembergia, w Niemczech. Posiada status kategorii 5.